# 沙托贝尔纳
沙托贝尔纳（法語：Châteaubernard，法語發音：[ʃatobɛʁnaʁ]）是法国夏朗德省的一个市镇，属于干邑区。

## 地理
沙托贝尔纳（45°40'21"N, 0°18'52"W）面积13.31 平方千米，位于法国新阿基坦大区夏朗德省，该省份为法国西部内陆省份，北起德塞夫勒省和维埃纳省，东临上维埃纳省，东南至多尔多涅省，南至多爾多涅省，西接滨海夏朗德省。
与沙托贝尔纳接壤的市镇（或旧市镇、城区）包括：布捷-圣特罗让、科尼亚克、让萨克拉帕吕、让泰、梅尔潘、圣布里斯、萨勒当格勒。

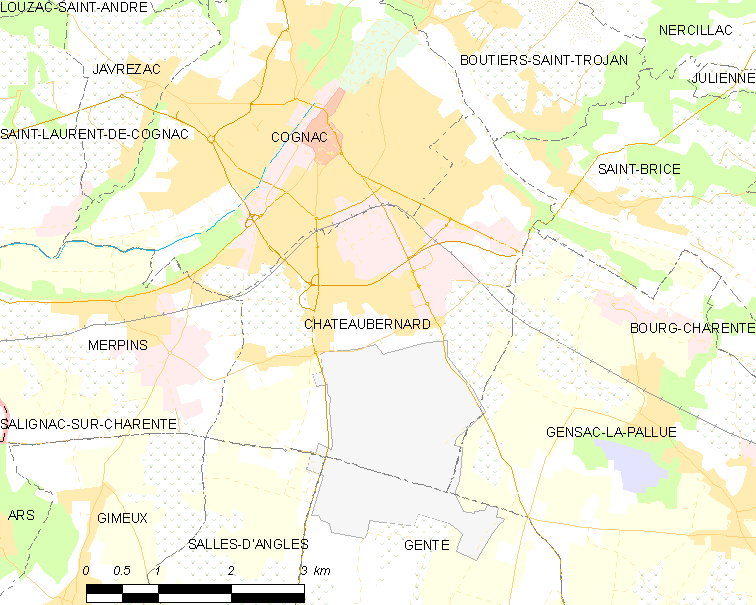
沙托贝尔纳的OSM定位图

沙托贝尔纳的时区为UTC+01:00、UTC+02:00（夏令时）。

## 行政
沙托贝尔纳的邮政编码为16100，INSEE市镇编码为16089。

## 政治
沙托贝尔纳所属的省级选区为干邑第二县。

## 人口

1962-2008年间沙托贝尔纳人口变化图示

沙托贝尔纳于2022年1月1日时的人口数量为3793人。